# Enmerkar và Lãnh chúa Aratta
Enmerkar và Lãnh chúa Aratta là một huyền thoại Sumer, bao gồm các bản sao đầu thời kỳ Hậu-Sumer được bảo tồn, sáng tác vào thời Tân-Sumer (khoảng thế kỷ 21 trước Công nguyên). Nó nằm trong loạt truyện kể về những cuộc xung đột giữa Enmerkar, vua của Unug-Kulaba (Uruk) và vị vua không rõ tên của Aratta (có thể thuộc Iran hoặc Armenia hiện đại).
Bởi vì nó đưa ra một phiên bản của người Sumer về "sự đa dạng của ngôn ngữ", và nhắc đến việc Enmerkar xây dựng các đền thờ tại Eridu và Uruk, nên kể từ sau sử gia Samuel Kramer, câu chuyện thường được so sánh với câu chuyện về Tháp Babel trong Sáng thế ký.

## Tóm tắt
Mở đầu của câu chuyện cung cấp bối cảnh như sau: "Ở thời đại xa xưa, khi định mệnh đã được an bài, các ông hoàng vĩ đại đã dựng nên đền E-ana cao ngất tại Unug Kulaba. Sau đó, cá chép theo dòng sông tràn về và những cơn mưa mang đến lúa mạch, khiến cho thành Unug Kulaba trở nên trù phú. Trước khi có miền Dilmun, đền E-ana của Unug Kulaba đã sừng sững tồn tại."
E-ana là một ngôi đền ở Uruk được xây dựng để vinh danh nữ thần Inanna - "bà chúa của mọi miền đất" (E-ana là 'nhà của An', hay 'Đền thờ của An'). Tương tự như thế, vị lãnh chúa của Aratta cũng dành mọi vinh quang cho Inanna, nhưng điều này không khiến bà thấy thỏa mãn bằng ngôi đền gạch đồ sộ ở Uruk.
Do đó, vua Enmerkar của Uruk được Inanna ưu ái hơn. Ông ta thỉnh cầu Inanna cho phép được cai trị vùng Aratta và bắt người dân Aratta cống nạp ngọc ngà châu báu để xây dựng ngôi đền Abzu cao quý thờ Enki tại Eridu, cũng như để tôn tạo đền E-ana linh thiêng của bà tại Uruk. Inanna khuyên Enmerkar phái một sứ giả băng qua các ngọn núi của Susin và Anshan đến chỗ lãnh chúa Aratta, để yêu cầu ông xưng thần và cống nạp.

Enmerkar đồng ý và cử sứ giả đi, với lời đe dọa sẽ tiêu diệt Aratta nếu họ không cống nạp. Ngoài ra, ông còn niệm "câu thần chú Nudimmud" để thỉnh cầu Enki khôi phục (hoặc trong một số bản dịch, để phá vỡ) sự thống nhất về ngôn ngữ của các khu vực có người ở, được đặt tên là Shubur, Hamazi, Sumer, Uri-ki (khu vực xung quanh Akkad) và vùng đất Martu: 
 "Vào ngày đó sẽ không còn có rắn, không còn có bọ cạp, không còn có linh cẩu, không còn có sư tử, không còn có chó hay sói, ngày đó không còn sợ hãi hay run rẩy, con người không còn có đối thủ! Khi đó, các vùng đất của Shubur và Hamazi, nơi người ta nói nhiều thứ tiếng, và Sumer, ngọn núi vĩ đại của me tráng lệ, và Akkad, vùng đất sở hữu tất cả những điều công chính, và vùng đất Martu, nơi được canh gác an bình— toàn bộ vũ trụ, những người được thần linh bảo hộ — tất cả họ có thể cùng nhau ca tụng Enlil bằng chung một tiếng nói! Vì khi đó, vì các lãnh chúa đầy tham vọng, vì các ông hoàng đầy tham vọng, vì các vị vua đầy tham vọng — Enki, chúa tể của đủ đầy và những phán quyết sắt đá, chúa tể khôn ngoan và uyên bác, là nhà thông thái của các vị thần, người mang trí tuệ xuất chúng, chúa tể của Eridu, sẽ thay đổi tiếng nói trong miệng của họ, như khi ông đã đặt nó vào trước đây, và vì vậy tiếng nói của loài người sẽ là đồng nhất." 

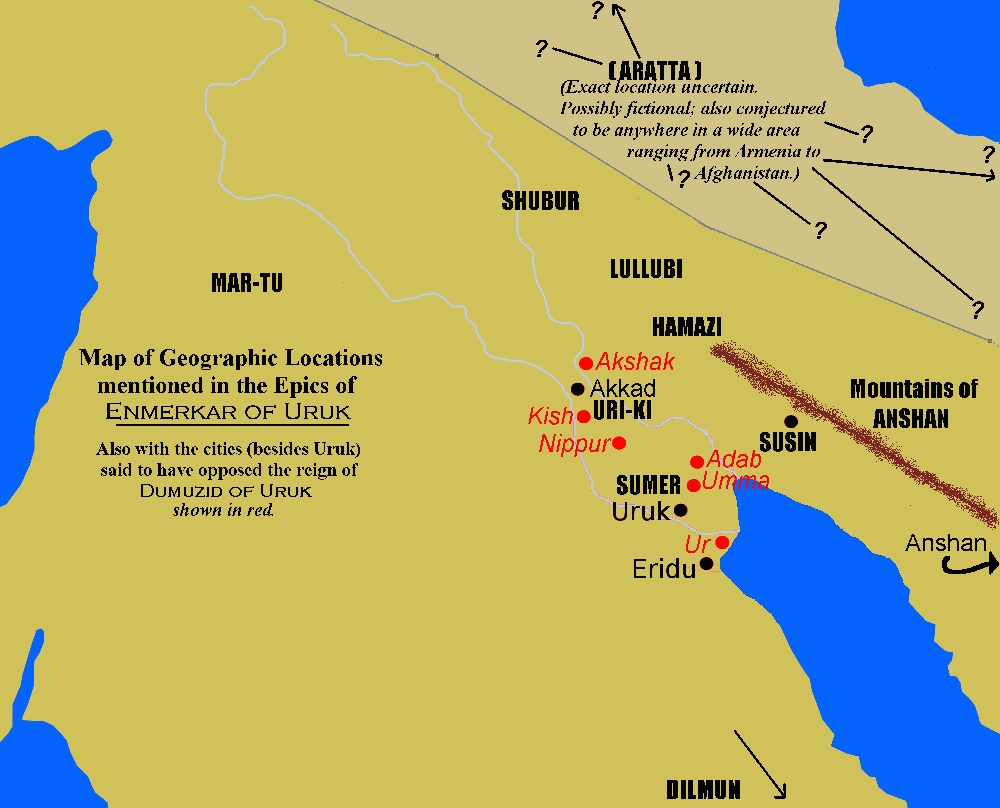
Những nơi được đề cập trong sử thi Enmerkar

Sứ giả đến Aratta, truyền lời cho nhà vua và yêu cầu ông trả lời lãnh chúa Enmerkar.
Vua Aratta trả lời rằng ông không cần phải xưng thần với Uruk, bởi vì chính Inanna đã chọn ông vào vị trí này. Nhưng sứ giả tiết lộ rằng Inanna đã chấp thuận trở thành nữ vương tại E-ana và thậm chí còn hứa với Enmerkar sẽ khiến cho Aratta cúi đầu trước Uruk.
Lãnh chúa Aratta bàng hoàng, cuối cùng ông cũng trả lời: Aratta có sức mạnh quân sự vượt trội Uruk; tuy nhiên ông vẫn sẽ xưng thần, với điều kiện là Enmerkar phải gửi cho ông một lượng lớn lúa mạch, và Inanna thuyết phục ông rằng bà đã từ bỏ Aratta và trở thành người bảo hộ cho Uruk.
Sứ giả trở lại Enmerkar mang theo hồi đáp, và ngày hôm sau Enmerkar gửi lúa mạch đến Aratta, cùng với sứ giả để yêu cầu nhiều đá quý hơn nữa.
Lãnh chúa tể Aratta, trong sự kiêu hãnh, đã từ chối và thay vào đó yêu cầu Enmerkar tự mình đến để lấy những viên đá quý này. Nghe tin này, Enmerkar bỏ ra mười năm để chế tác một cây vương trượng được trang trí công phu, sau đó gửi nó đến Aratta cùng với sứ giả của mình. Điều này khiến lãnh chúa Aratta sợ hãi. Ông thấy rằng Inanna thực sự đã bỏ rơi mình, nhưng thay vào đó ông đề nghị tổ chức một cuộc chiến một mất một còn giữa hai đấu sĩ của hai thành phố, để phân định kết quả của cuộc xung đột với Enmerkar. Vua Uruk chấp nhận thách thức này, đồng thời yêu cầu người Aratta tăng thêm lượng cống nạp để dâng lên cho E-ana và abzu, không thì sẽ bị hủy diệt và ly tán. Vì sứ giả không thể nhớ hết tất cả các thông điệp, Enmerkar sau đó dùng đến một phát minh: viết trên phiến đất sét. Sứ giả một lần nữa đi qua "bảy ngọn núi" đến Aratta, cùng với những phiến đất sét, và khi vua Aratta cố gắng đọc thông điệp, thần bão Ishkur, đã tạo một cơn mưa lớn đem đến lúa mì và đậu gà. Nhìn thấy điều này, nhà vua tuyên bố rằng Inanna vẫn chưa từ bỏ Aratta và sau đó triệu tập đấu sĩ của mình đến.
Phần còn lại của văn bản có nhiều lacunae (đoạn văn bản bị mất) và các sự kiện tiếp theo không rõ ràng, nhưng phiến đất sét dường như kết thúc với chiến thắng của Enmerkar, được Inanna đặt lên ngai vàng của Aratta, còn người Aratta dâng lên đồ cống nạp cho E-ana và cung cấp nguyên liệu để xây dựng Apsû.

## Dẫn nguồn
1. ↑  Kramer, Samuel Noah (1968). "The 'Babel of Tongues': A Sumerian Version". Journal of the American Oriental Society. Quyển 88 số 1. tr. 108–111.
2. ↑  "The Electronic Text Corpus of Sumerian Literature". Etcsl.orinst.ox.ac.uk. ngày 19 tháng 12 năm 2006. Truy cập ngày 17 tháng 2 năm 2009.
3. ↑  The Electronic Text Corpus of Sumerian Literature